# Isosalo (ö i Satakunta)
Isosalo är en ö i Finland. Den ligger i sjön Karhijärvi och i kommunen Björneborg i den ekonomiska regionen  Björneborgs ekonomiska region  och landskapet Satakunta, i den sydvästra delen av landet, 200 km nordväst om huvudstaden Helsingfors. Öns area är 16,8 hektar och dess största längd är 0,5 kilometer i nord-sydlig riktning.